# فدریکو رومان
فدریکو رومان (ایتالیایی: Federico Roman؛ زادهٔ ۲۹ ژوئیهٔ ۱۹۵۲) سوارکار اهل ایتالیا است.
وی در مسابقات کشوری و بین‌المللی در مجموع برندهٔ ۱ مدال طلا، ۱ مدال نقره شده‌است.